# Ноуъл Галахър
Ноуъл Томас Дейвид Галахар (на английски: Noel Thomas David Gallagher) е тесктопосец , водещ китарист и понякога вокалист на английската рок банда Оуейсис (Oasis).

## Биография
Ноуъл Галахър е роден 29 май 1967 в Манчестър, Англия.
Отгледан заедно с брат си Лиъм Галахър в Бърнейдж, Манчестър, Галахар започва да взима уроци по китара от Дейли Робъртсън на 13-годишна възраст. След серия от различни работи в строителството, Галахар се включва в местната музикална група „Inspiral Carpets“ в 1988. През 1991 той става член на групата на своя брат Лиам „The Rain“ (впоследствие именувана като Oasis), бързо заявявайки своето доминантност над групата.
За няколко години Оуейсис получава голям успех с техния дебютен албум от 1994 „Definitely Maybe“, докато Ноуъл се включва като централна фигура във Бритпоп движението, по време на което Оуейсис продължават да се радват на успехи. Това състояние в кариерата на бандата се конспектира чрез издаването на техния втори албум (What's the Story) Morning Glory? и чрез съперничество с друга известна бритпоп музикална група Блър (Blur). Оуейсис имат издадени още шест други студийни албума.